# Октябрьская улица (Таруса)
Октябрьская улица — короткая улица в городе Таруса, проходит в исторической части города от улицы Володарского до улицы Ленина. Протяжённость улицы 186 метров.

## История
Проложена согласно регулярному плану застройки города 1777 года, предопределившему прямоугольное сечение улицами городской застройки. Вела к торговой площади и сама имела торговый характер
С установлением советской власти получила название в честь Октябрьской революции 1917 года.
В октябре 2020 года улице было дано новое название — Воскресенская, но уже в январе следующего года переименование улицы было отложено на два года. Жители города выражали протест против переименования.

## Достопримечательности
д. 2 — Здание Дворянского собрания

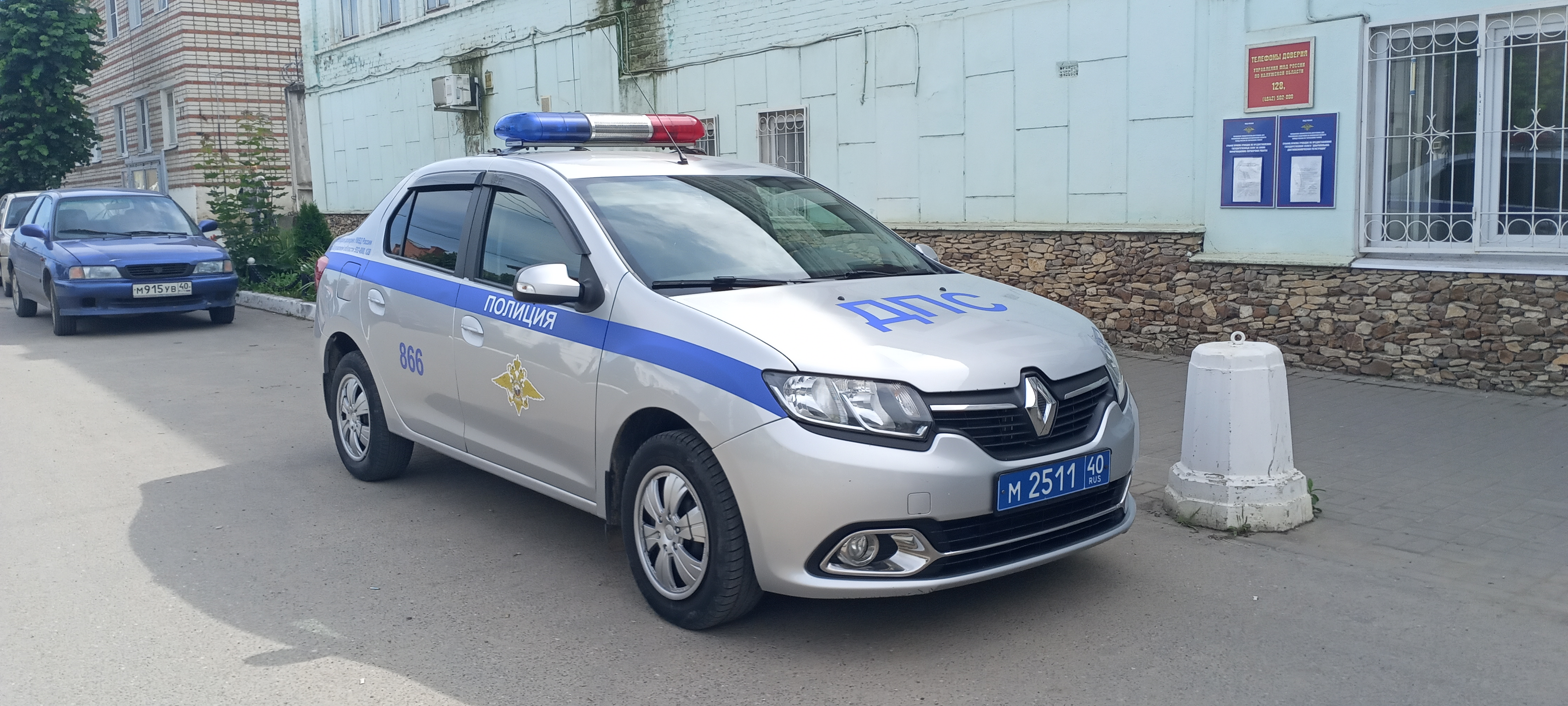
Автомобиль ДПС перед городским ОВД (Октябрьская ул., д. 8)

д. 4 — Здание бывшей гостиницы «Леандр»
д. 5 — бывший купеческий дом
д. 6 — жилой дом
д. 7 — жилой дом
д. 8 — Здание полицейского управления
д. 14 — Кожевенный склад (1913)